# 模擬生命
《模擬生命：遺傳樂園》是Maxis與1992年出品的電腦遊戲。遊戲的概念是模擬生態圈，玩家可以修改虛擬世界裡的動植物的基因。遊戲的要點在於實驗與創造一個能自我維持的生態系統。

## 生產
模擬生命的生產商將其稱為遺傳樂園。遊戲讓使用者探索生物與環境之間的相互作用。使用者可以透過操縱植物與動物的基因以測試新物種能否在各種地球上的環境裡生存。玩家也可以創造各式各樣擁有獨特環境的世界，並觀察生物可否適應它們。 
在裡模擬生命裡玩家可以：
- 創造與修改世界;
- 利用基因創造與修改植物與動物;
- 設計環境和生態系統;
- 在遊戲當中學習遺傳學;
- 模擬和控制進化;
- 在電腦上改變虛擬世界的物理

## 動物
- 彩虹巨嘴鳥
- 非洲象
- 灰狼
- 灰松鼠
- 單峰駱駝
- 飛魚
- 黑犀牛
- 巨型食蟻獸
- 老虎
- 捷豹
- 猴子
- 灰袋鼠
- 劍龍
- 蚱蜢
- 羊駝
- Dogcow
- 龍
- Monkeyphant
- Orgot

## 反應
電腦遊戲世界稱譽《模擬生命》，評論道 "藉著巧妙地銜接娛樂與教育的橫溝，《模擬生命》帶出遺傳學最引人入勝一面，並讓任何有興趣的人都能接觸到它"。
1993年這個遊戲因"最佳模擬"獲得軟件出版協會的科迪獎。
此外，Games Finder給與《模擬生命》滿分10分的7.0分。

## 外部連結
- 莫比游戏上的《模擬生命》（英文）